# Harry Björklund (friidrottare)
Axel Harry Björklund, född 9 april 1931 i Gustafs församling, Kopparbergs län, död 8 augusti 2017 i Borlänge, var en svensk friidrottare (långdistanslöpare). Han tävlade för Gustafs GoIF och vann SM-guld på 30 000 meter år 1963.
Harry Björklund är gravsatt på Amsbergs kyrkogård, Borlänge.